# 9268 Jeremihschneider
9268 Jeremihschneider este o planetă minoră (asteroid), cu un diametru de 3,391 km, din centura de asteroizi. A fost descoperită pe 7 noiembrie 1978 la Observatorul Palomar de Eleanor F. Helin. 
Obiectul prezintă o orbită caracterizată de o semiaxă mare de 2,5678811 UAi, o excentricitate de 0,08, o înclinație de 1,66377 ° în raport cu ecliptica.